# 黃文惠
黃文惠（16世紀—17世紀），字仲晉、又字朋五，福建泉州府惠安縣鰲塘舖前黃人，明朝政治人物。

## 生平
萬曆四十年（1612年），黃文惠中式壬子科福建鄉試舉人，授合州知州，州內有富商橫暴為人所恨，其兒子晚上在友人家飲酒，回家時被仇家埋伏殺害，富商控告兒子友人，他力為該人申冤得雪，因此遭排擠而辭官，百姓哭著挽留他，不久殺死富商兒子的兇手自首，說：「是我殺人，怎麼忍心令州人失去賢明公祖？」一時黃文惠的名聲沸騰，上級將此事匯報朝廷，他再留任三年後去世。當初黃文惠祖父黃大理有祀田，被權宦所奪走，他力爭不屈，對方向巡按訴訟幾乎將他置死，他大呼：「我為祖宗死並無遺恨，但這樣死去會使他人不敢當孝順子孫。」巡按感嘆而釋放他，並命權宦歸還祀田，人們都推崇其義氣。
弟弟黃文籙是崇禎十四年選貢，廷試欽賜授職嘉定州同，被張獻忠擒獲不屈而死，另有曾孫黃瑞鰲。

## 引用
1. 1 2  雍正《惠安縣志·卷二十四·循良》：黃文惠，字仲晉，鰲塘舖前黃人，萬歷壬子舉人，四川合州知州，州紳橫暴為人所恨，其子夜飲友家，回家途次仇人伏而殺之，紳訟其友，文惠力辦其冤雪于上官，紳因而擠陷，文惠遂解組；百姓號泣攀留，其後殺紳子者自首，曰：「殺人者我何忍自匿使州人失賢公祖乎？」一時聲騰，上憲聞其事于朝，再任三年卒。初文惠祖大理公有祀田，為勢宦所奪，力爭不屈，宦訟于按院將置之死，文惠呼曰：「某為祖宗死無恨也，但以是死，某是使人不敢為孝子順孫也。」按院壯之釋其罪，而令宦歸所奪田，人高其義氣功。弟文籙，崇正辛巳選貢，廷試欽賜授嘉定州同，為張獻忠所執不屈，曾孫瑞鰲自有傳。 文惠一字朋五